# Véhicule de reconnaissance ABC 08
Le Véhicule d’exploration ABC (en |allemand ABC-Aufklärungsfahrzeug) est un véhicule de reconnaissance de l'Armée suisse basé sur le Mowag Piranha IIIC conçu pour effectuer des mesures dynamiques en vue de la détection de substances radioactives (A), biologiques (B) ou chimiques (C) dans un environnement contaminé. Il est issu du programme d'armement 2008 et 2011, comme le Véhicule de détection pour la défense ABC.

## Description

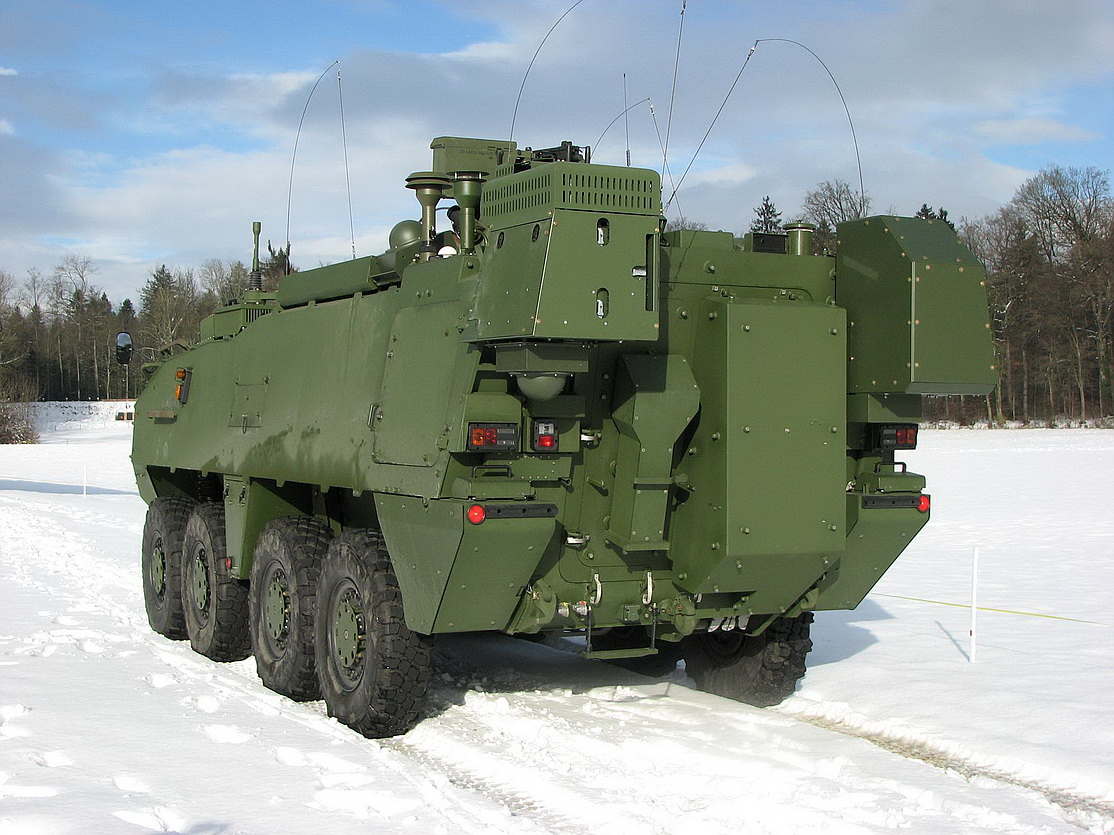
Le prototype en phase de test (2008)

Le projet a débuté en 2005 et les véhicules ont été remis à la troupe le 14 avril 2016. Au total, 12 véhicules ont été livrés.
Le vhc expl ABC est utilisé pour soutenir les formations d'engagement ou les autorités civiles pour la reconnaissance de substances biologiques ou chimiques et  radioactives. Le véhicule clarifie d'abord une contamination confirmée ou suspectée, la détermine et délimite la zone contaminée correspondante. Enfin, les échantillons collectés sont analysés par le Laboratoire de Spiez.
L'équipage de quatre personnes est composé du commandant du véhicule, du conducteur et de deux soldats d’exploration NBC.
Il est armé d'une mitrailleuse lourde télécommandée de calibre 12,7 mm (Protector M151 CHII) et de 8 lance-pots nébulogènes de 7,6 cm. Le véhicule de reconnaissance ABC est conçu pour une autonomie de 24 heures, il dispose à cet effet d'un système de protection de filtre ABC et de surpression à l'intérieur du véhicule. Le véhicule est également équipé de la climatisation, d'un cuiseur de repas d'urgence, d'une couchette et d'un WC de campagne.
Avec des kits supplémentaires, la protection balistique atteint le niveau 4. Pour la protection contre les mines, le blindage atteint les niveaux 3a sous le volant et 2b sous le véhicule conformément à la norme internationale STANAG 4569.